# Saas im Prättigau
Saas im Prättigau (toponimo tedesco; in romancio Sausch , desueto) è una frazione di 729 abitanti del comune svizzero di Klosters, nella regione Prettigovia/Davos (Canton Grigioni).

## Storia
Già comune autonomo che si estendeva per 26,71 km², il 1° gennaio 2016 è stato aggregato al comune di Klosters.

## Monumenti e luoghi d'interesse

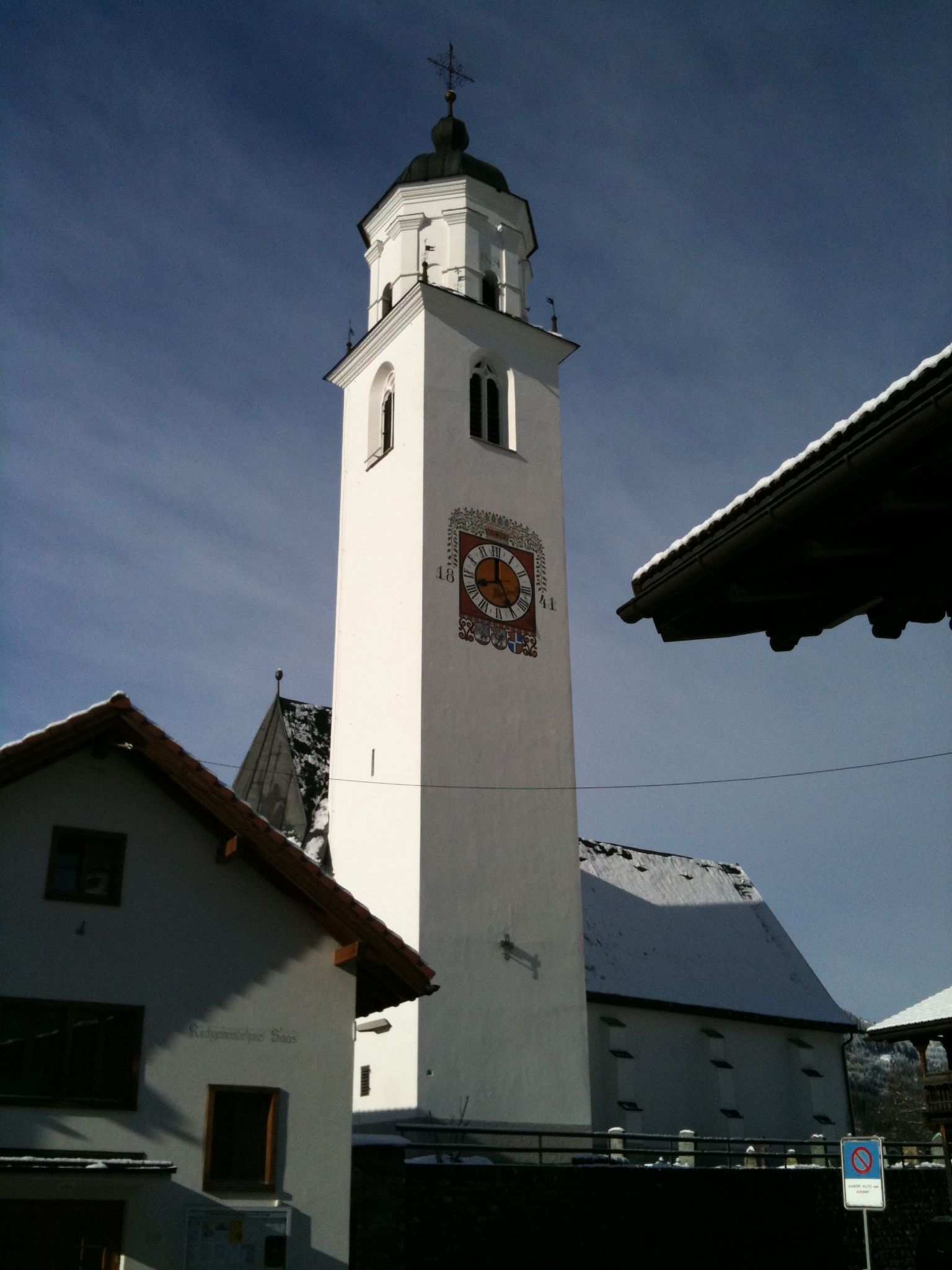
La chiesa riformata

- Chiesa riformata di San Lorenzo, attestata dal 1290 e ricostruita nel XVI e nel XVIII secolo[1].

## Società

### Evoluzione demografica
L'evoluzione demografica è riportata nella seguente tabella:
Abitanti censiti

### Lingue e dialetti
Già paese di lingua romancia, è stata germanizzato da coloni walser dal XIV-XV secolo.

## Economia

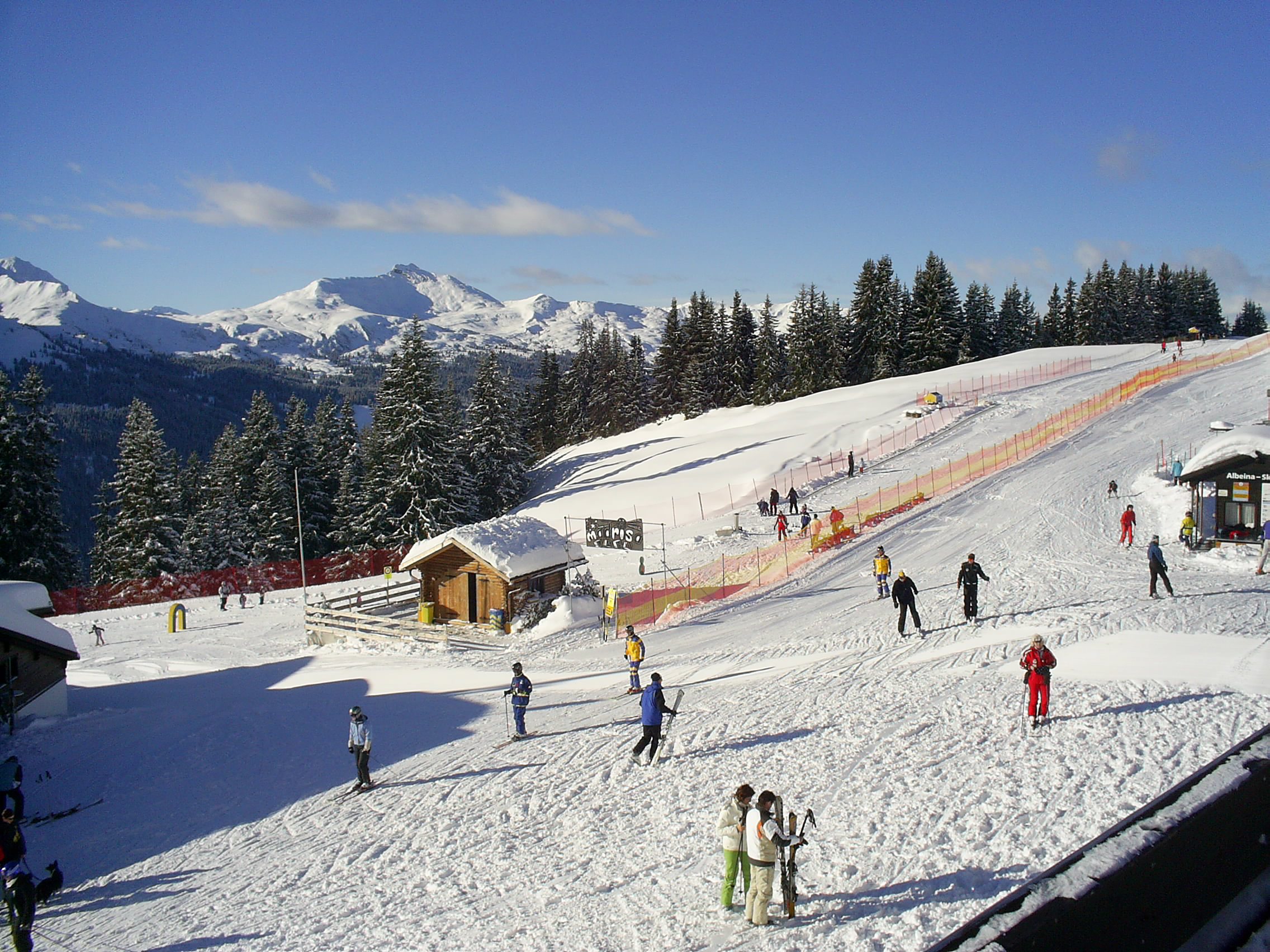
Piste sciistiche a Saas im Prättigau

Saas im Prättigau è una località di villeggiatura sia estiva sia invernale (stazione sciistica di Madrisa sulla Saaser Alp).

## Infrastrutture e trasporti

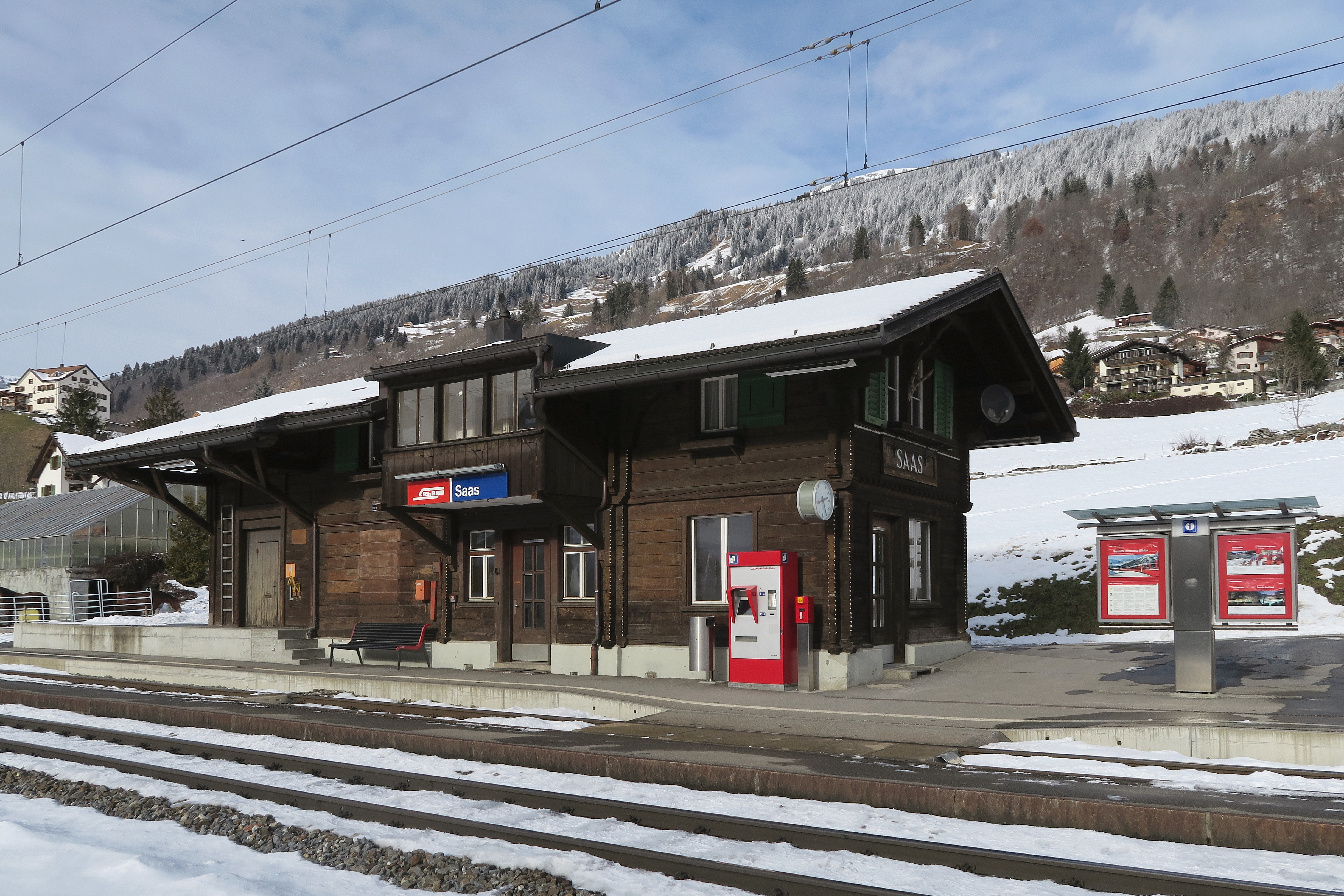
La stazione di Saas im Prättigau

Saas im Prättigau è servito dall'omonima stazione della Ferrovia Retica, sulla linea Landquart-Davos.